# Otolejeunea schnellii
Otolejeunea schnellii là một loài Rêu trong họ Lejeuneaceae. Loài này được (Tixier) R.L. Zhu & M. L. So mô tả khoa học đầu tiên năm 1997.